# Agustí de Canterbury
|  | Per a altres significats, vegeu «Sant Agustí». |

Agustí de Canterbury (primera meitat del segle vi - probablement el 26 de maig del 604) fou un monjo que el 597 esdevingué el primer arquebisbe de Canterbury. És considerat l'«apòstol dels anglesos» i un dels fundadors de l'Església d'Anglaterra.
Fou enviat pel papa Gregori I a Anglaterra, en 597 convertí al cristianisme el rei de Kent i part dels seus súbdits. És venerat com a sant.

## Biografia
Després de la invasió dels saxons, durant els segles v i vi, la idolatria i el paganisme havien suplantat el cristianisme a Anglaterra. Etelbert, rei de Kent, va casar-se amb Berta, filla de Caribert I, el rei merovingi cristià de París. En arribar, ella portava un capellà, Liudhard, que edificà una església a Canterbury (o potser en restaurà una d'existent), dedicant-la a Sant Martí de Tours, patró de la família reial merovíngia. El rei es va mostrar tolerant i permeté a la seva dona el culte cristià. Així, va néixer una petita comunitat cristiana a Canterbury.
Etelbert, interessat en el nou culte, demanà al papa Gregori el Gran que enviés a l'illa missioners cristians. Gregori hi envià Agustí, prior del monestir de Sant Andreu del Celio, juntament amb 40 monjos. Partiren en 597, però en arribar a Lerinis (a la Provença, on van fer-hi una breu estada) espantats del que es contava sobre el poble saxó, van tornar a Roma, refusant l'encàrrec. El papa aconseguí de tornar-los a convèncer i, finalment, Agustí arribà a l'illa de Thanet, on va trobar el rei.

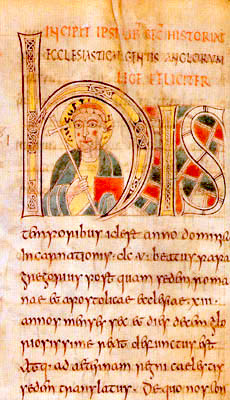
Caplletra amb la inscripció «Augustinus» (mitjan segle viii) al còdex de Beda (Biblioteca Nacional de Sant Petersburg)
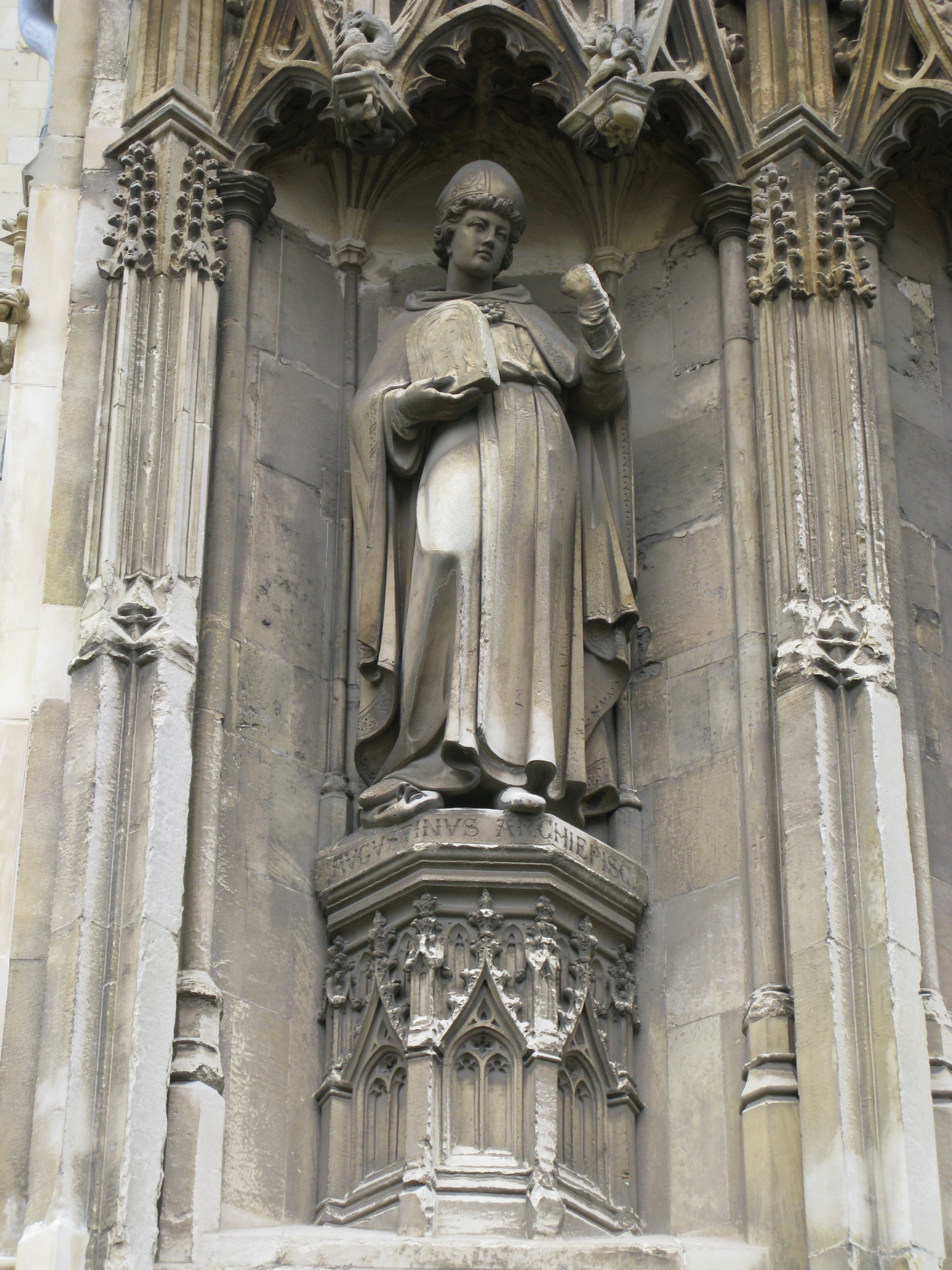
Escultura gòtica a la portada de la Catedral de Canterbury
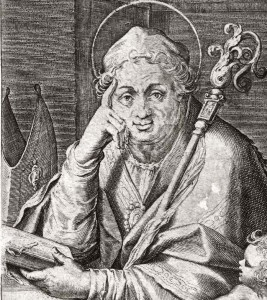
Gravat del segle xvi.

Etelred va acompanyar els monjos a Canterbury, on Agustí es feu càrrec de la comunitat cristiana. En poc temps, el rei i milers dels seus súbdits (la llegenda diu que 10.000) van ser batejats. El 601 sant Melitó, sant Just i altres van anar a Canterbury des de Roma, portant missatges del papa, llibres litúrgics, algunes relíquies i el pal·li símbol de l'arquebisbat. Agustí esdevingué el primer bisbe, primat, de tot Anglaterra. Gregori I li indicà que nomenés dotze bisbes auxiliars i que n'enviés un a York. En 604 Agustí consagrà Melitó com a bisbe de Londres i Just com a bisbe de Rochester.
Va reconstruir l'església de Canterbury, que n'esdevingué catedral i hi va fundar un monestir, consagrat als sants Pere i Pau, i que serà després Abadia de Sant Agustí. La tradició diu que també va fundar el King's College de Canterbury, que seria l'escola més antiga del món en funcionament, però els documents més antics que la citen són del segle xvi i, segurament, no és cert.

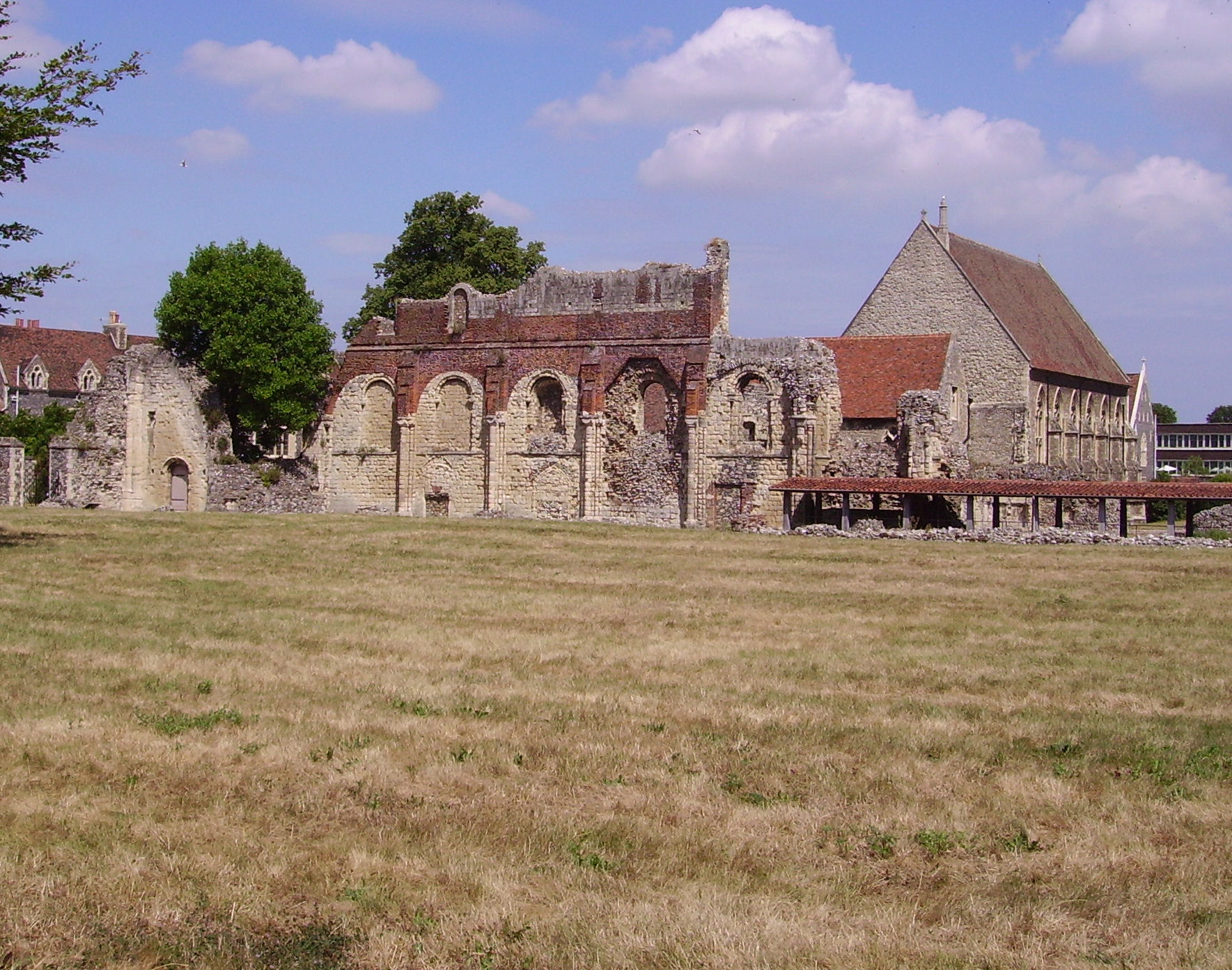
Ruines de l'abadia de Sant Agustí a Canterbury.
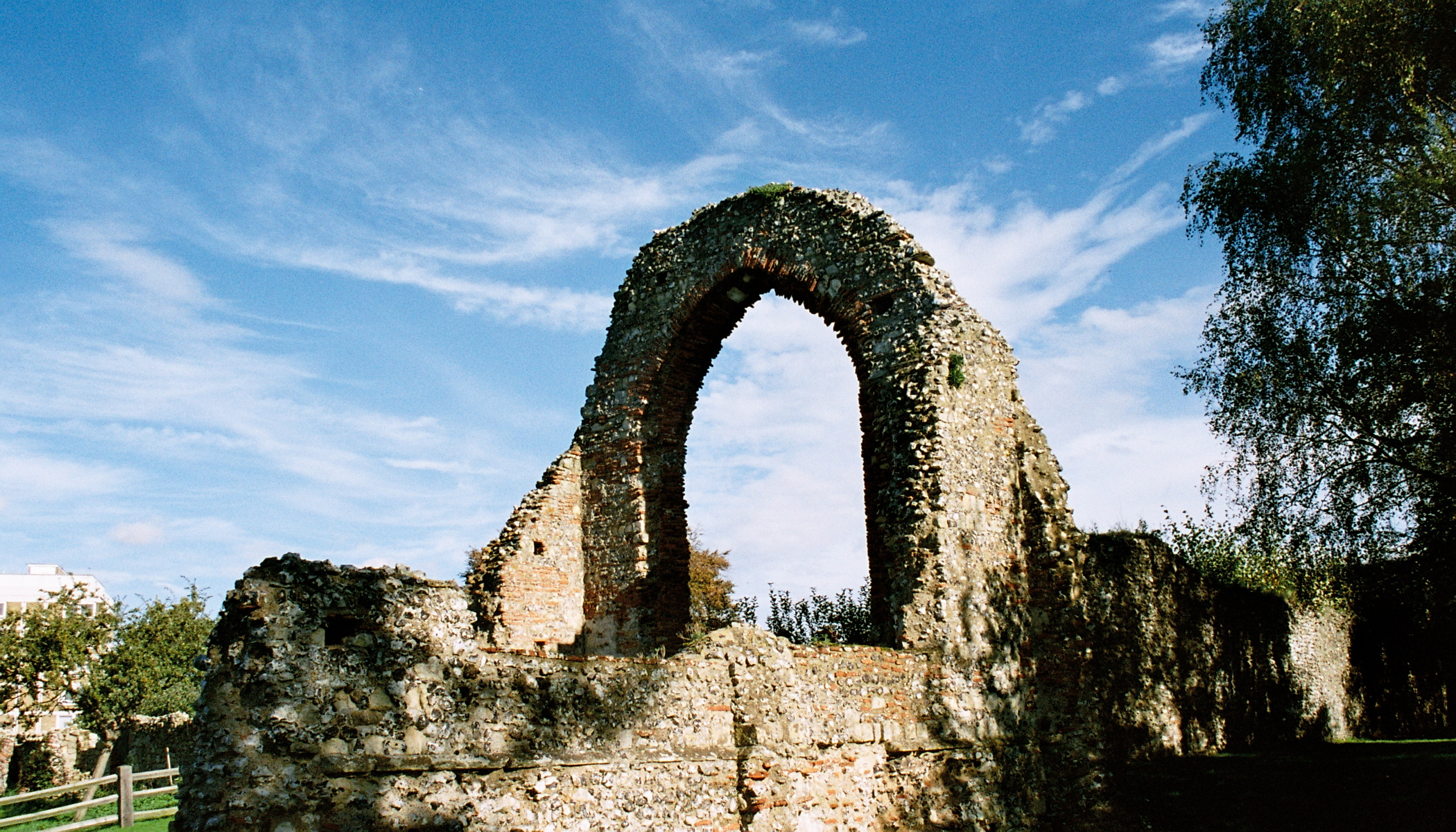
Capella de Sant Pancraç de l'abadia de Sant Agustí, amb restes de l'església saxona que va donar origen a l'abadia (l'arc és posterior, d'època gòtica)
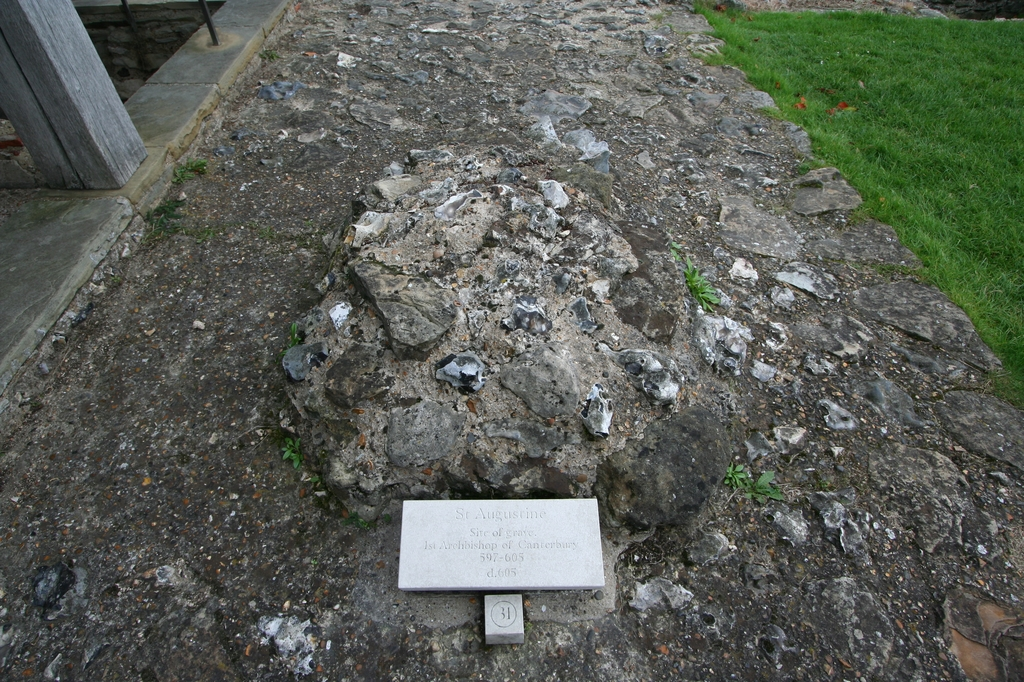
Lloc on va haver-hi la tomba del sant, a les ruïnes de la cripta de l'abadia
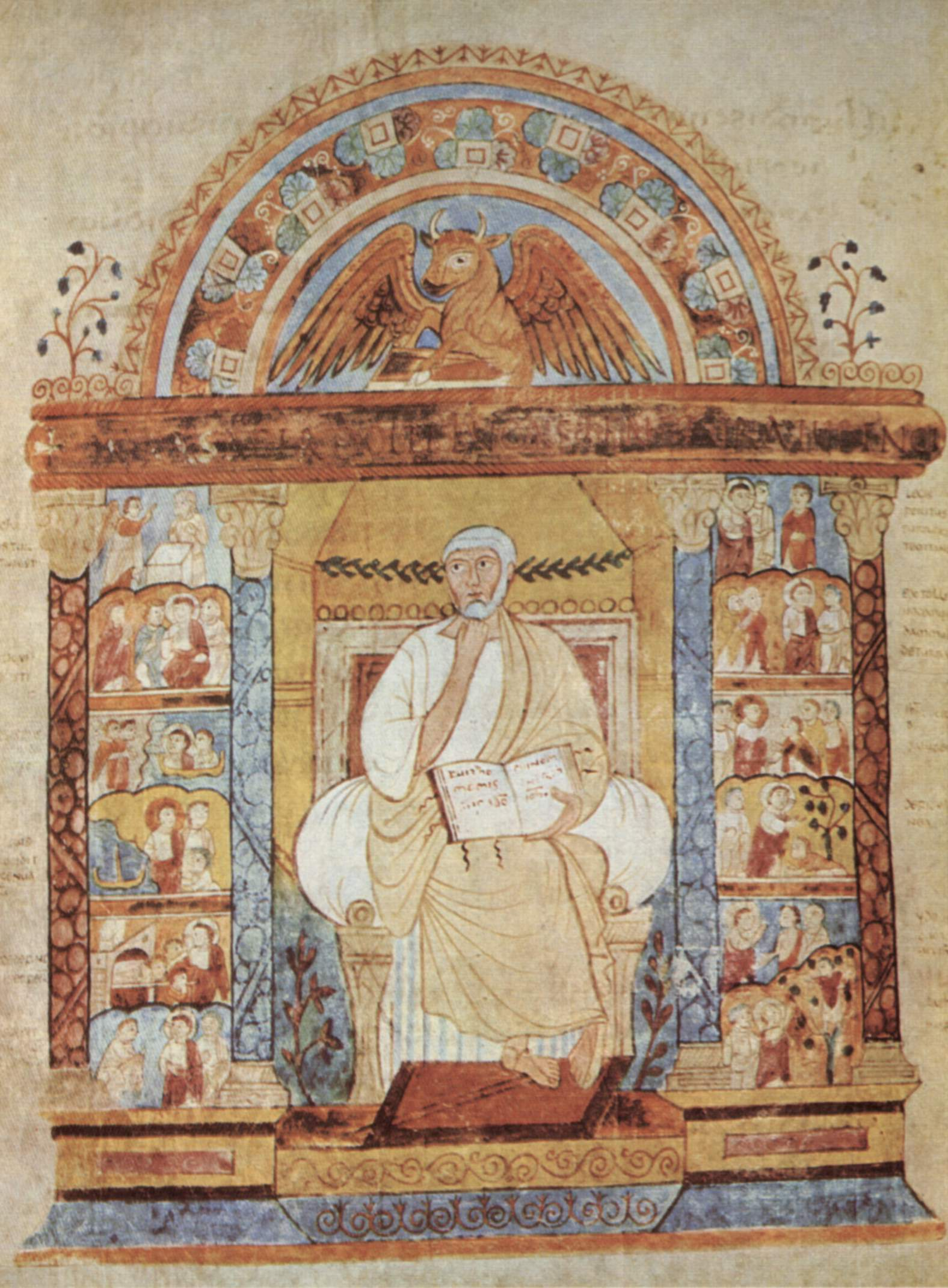
Evangeliari de Sant Agustí, un dels còdexs que Gregori I va enviar a Agustí (Cambridge)

Agustí intentà, en va, que les comunitats monàstiques irlandeses antigues es posessin, com les més recents, sota el poder de Roma—només passarà al sínode de Whitby, el 664.
Va morir el 26 de maig de 604 i fou sebollit a l'entrada de l'església de l'abadia que havia fundat a Canterbury. Després, fou traslladat a l'interior i el nom de l'abadia canvià pel seu. Durant la reforma anglicana del segle xvi, l'abadia fou suprimida i arruïnada, i la sepultura profanada, desapareixent-ne les restes.